# Pristiphora wesmaeli
Pristiphora wesmaeli är en stekelart som först beskrevs av Peter Friedrich Ludwig Tischbein 1853.  Pristiphora wesmaeli ingår i släktet Pristiphora, och familjen bladsteklar. Arten är reproducerande i Sverige.